# Coupe de France de cyclisme sur route 1995
La Coupe de France de cyclisme sur route 1995 est la 4e édition de la Coupe de France de cyclisme sur route.
La compétition compte 14 courses d'un jour soit une de plus que lors de la troisième édition avec l'ajout de la Classic Haribo reliant Uzès (Gard) à Marseille (Bouches-du-Rhône).
La victoire finale revient au Français Armand de Las Cuevas de l'équipe française Castorama.

## Résultats
La liste des courses composant la compétition et le podium de chacune d'entre elles sont les suivants :
| 16 fév.  | Classic Haribo                   | Giuseppe Citterio      | Giovanni Fidanza        | Johan Museeuw           |
| 18 fév.  | Tour du Haut-Var                 | Marco Lietti           | Luca Scinto             | Giuseppe Guerini        |
| 19 mars  | Cholet-Pays de la Loire          | Frank Vandenbroucke    | Sammie Moreels          | Thierry Bourguignon     |
| 2 avr.   | Grand Prix de la ville de Rennes | Peter De Clercq        | Christophe Mengin       | Willy Willems           |
| 11 avr.  | Grand Prix de Denain             | Jo Planckaert          | Michel Zanoli           | Thierry Gouvenou        |
| 18 avr.  | Paris-Camembert                  | Andreï Tchmil          | Laurent Brochard        | Michel Vanhaecke        |
| 23 avr.  | Tour de Vendée                   | Mario De Clercq        | Jo Planckaert           | Laurent Davion          |
| 30 avr.  | Trophée des grimpeurs            | Armand de Las Cuevas   | Emmanuel Magnien        | Richard Virenque        |
| 20 mai   | À travers le Morbihan            | Francis Moreau         | Jaan Kirsipuu           | Christophe Leroscouet   |
| 3 juin   | Classique des Alpes              | Ramón González Arrieta | Gérard Rué              | Richard Virenque        |
| 27 août  | Grand Prix de Plouay             | Rolf Jaermann          | Laurent Madouas         | Christian Henn          |
| 10 sept. | Grand Prix de Fourmies           | Maximilian Sciandri    | Frank Vandenbroucke     | Rolf Sørensen           |
| 17 sept. | Grand Prix d'Isbergues           | Frank Corvers          | Gilbert Duclos-Lassalle | Sammie Moreels          |
| 12 oct.  | Paris–Bourges                    | Daniele Nardello       | Lars Michaelsen         | Jean-Pierre Heynderickx |

## Classements

### Individuel
Le podium du classement général final est le suivant :
| Classement par points | Classement par points | Classement par points | Classement par points | Classement par points |
| Coureur               | Coureur               | Pays                  | Équipe                | Points                |
| --------------------- | --------------------- | --------------------- | --------------------- | --------------------- |
| 1er                   | Armand de Las Cuevas  | France                | Castorama             | 68 pts                |
| 2e                    | Richard Virenque      | France                | Festina-Lotus         | 67 pts                |
| 3e                    | Christophe Mengin     | France                | Chazal-MBK-König      | 65 pts                |

### Par équipe
L'équipe française Gan remporte le classement aux points de la meilleure équipe.